# Guillaume de La Mothe
Guillaume Arnaud de La Mothe, mort le 1319, est un évêque français.

## Biographie
Guillaume de La Mothe est le fils d'Amanieu de La Mothe, co-seigneur de Roquetaillade, et de Blanche de Soler. Il est l'oncle du cardinal Gaillard de La Motte, de l'archevêque de Bordeaux Amanieu de La Mothe et de l'évêque de Bazas Raimond de La Mothe.
Évêque de Bazas, il est nommé évêque de Saintes par le pape Clément V. Le pape Jean XXII le contraint à retourner sur le siège de Bazas en 1318.